# 石川秀美
石川 秀美（いしかわ ひでみ、1966年〈昭和41年〉7月13日 - ） は、日本の元歌手。結婚後の本名：薬丸 秀美（やくまる ひでみ）、旧姓：石川。
愛知県瀬戸市出身。現役時代は芸映プロダクション所属。レコード会社はRVC（引退時点ではBMGビクター）（現・ソニー・ミュージックレーベルズ）。
1980年代にアイドル歌手として活躍した。1990年6月4日、元シブがき隊でタレントの薬丸裕英との結婚を機にそのまま芸能界を引退した。5児の母。

## 来歴

### 生い立ち
航空自衛官の父親が千葉県木更津市の木更津基地配属中に、当地出身の秀美の母と知り合い結婚し1966年7月13日、石川家の次女として誕生。2歳半の時に父の故郷である愛知県瀬戸市に引越す。
小学校4年生の夏休みの最後の日、父親が交通事故で急逝。以後、母親の手で育てられる。瀬戸市立效範小学校→瀬戸市立八幡小学校→瀬戸市立光陵中学校卒業。中学時代はバスケットボール部に所属し、県大会で活躍する。その後明治大学付属中野高校定時制を卒業。

### オーディション
中学校3年生だった1981年の夏、芸映プロが自社の看板スターである西城秀樹の名を冠して主催した新人発掘コンテスト「第2回HIDEKIの弟・妹募集オーディション」に応募。12月13日に九段会館で開催された決戦大会で、応募総数55,460名の中から選ばれる。選考に当たっては西城が石川を強く推し、その意向に沿う形で決定したという。その後名古屋と東京を往復しながら歌のレッスンを受け、翌1982年3月、中学卒業と同時に上京する。

### アイドル時代
1982年4月21日に「妖精時代」でRVCからレコードデビュー。各音楽祭で新人賞を獲得する。以降、同期デビューの早見優、松本伊代、堀ちえみ、小泉今日子、三田寛子、シブがき隊、中森明菜らとともに「花の82年組」と称され、歌番組やテレビドラマ、バラエティ番組、CM、ラジオパーソナリティなど多方面で活躍した。
デビュー曲及び2曲目までを作詞した松本隆は、「ある意味太田裕美の後継者になれば」との気持ちで作詞していたという。当初の楽曲はアイドルポップスが中心であったが、歌唱力を上げてきた1985年頃からロック系統の音楽に傾倒していった。石川の担当ディレクターであった相川知治は、「キャラクターからみてどちらかというとロックっぽいものを歌わせた方がより映えるように思えます」と語り、石川を歌謡界におけるロッカーとして育て上げることが夢であると語った。80年代後半はライブを中心にオリジナルアルバムを発表。またこの時期は『すてきな三角関係 壁際族に花束を』『ベイシティ刑事』などのテレビドラマにも出演し、本格的に女優としても活動した。

### 結婚・引退
1986年、1987年に現在の夫である薬丸裕英との交際を写真週刊誌「フライデー」に報じられた。現役アイドル同士のスキャンダルとして話題になったが、双方ともに「友人である」と主張した。しかし1989年に再度親密交際を報じられた。
1990年6月4日、薬丸と共に記者会見を開き、婚約を発表。併せて妊娠6カ月であることを報告した。4日後の6月8日に入籍。10月25日、第1子となる長男・翔を出産した。
石川の芸能活動は妊娠を理由に″一時休止″とされていたが、出産を経てからも本格的に復帰することはなく、各種タレント名鑑からも名前が削除され事実上引退状態となり、第一線を退いた。

### 引退後
引退後は時折、薬丸とCMなどに出演することもある。いわゆるできちゃった結婚であったため、上述の結婚当初は式をあげていなかったが、2015年6月8日、長女REMIの勧めで、「結婚25周年（銀婚式）」にあわせて初めて式をあげた。
2010年には伊藤つかさ・荻野目洋子・河合その子と共に資生堂のCMに出演。
2018年5月16日、石川の芸能界デビューの契機となり、元所属事務所・芸映の先輩歌手だった西城秀樹が63歳という若さで逝去。フジテレビ系列「バイキング」の木曜日レギュラー出演者の夫・薬丸裕英は、翌5月17日の同番組生放送中に報道を聞かされ、大きなショックを隠せなかった。それから1週間後の5月24日、「バイキング」において薬丸は妻・石川の現状に関し、「秀樹さんの訃報を知った直後からずっと落ち込みが酷く、精神的に不安定な状態が続いている」とコメント。2日後の5月26日、西城の告別式に夫婦二人揃って参列、久々に公の場へ姿を現した石川だったが、報道陣には一切無言のまま後にし、薬丸が代わりに「妻は秀樹さんが亡くなった事に今も衝撃が大きく、心中を話せる状況ではない」と囲み会見に応じていた。

## 人物
若干苦しそうに一生懸命歌う姿が、石川のアイドルとしての魅力の1つであった。特に2枚目のシングル『ゆ・れ・て湘南』は、青春の閉塞感と疾走感が充満した楽曲に仕上がっている。
健康的な美脚の持ち主で、かつ、俊足で鳴らした。50メートル7秒4という俊足で、オールスター紅白大運動会などの芸能人運動会で活躍した。
「ALOHILANI（アロヒラニ）」というジュエリーブランドを展開。実店舗は持たず、ネット販売及びワイキキにあるホテル内ショッピングモールに販売コーナーを設けている。
薬丸が長年出演していた「はなまるマーケット」の終了の際には、夫に関するコメントを出した（書面・声）。

## 家族
1990年10月25日に生まれた長男の翔は、2007年にSHO（現在は本名:薬丸翔）の芸名で「炬燵猫」（サラマンドラ・ピクチャーズ制作）に出演、主演・藤崎レイ役で芸能界デビューした。
1993年4月19日に生まれた次男の隼人は、サッカー選手としてヨーロッパで活動していて、ドイツ語・スペイン語・英語・日本語と4ヶ国語が話せる。
1996年4月17日生まれの長女の玲美は、Remiの芸名でタレントとして日本とアメリカで同時デビュー、ハワイに居を構えDJなどをしている。2018年から2023年は日本に帰国していた。
1999年4月12日生まれの三男は、13歳から海外へ留学。2018年、アメリカの大学へ留学中で将来はサッカー選手を目指している。
2008年6月7日生まれの次女は、幼稚園の時レミ（長女）の留学と共に石川と3人でハワイへ移住。インタ－ナショナルスクールには通わせず、現地の学校へ通わせている。
2021年1月中旬、長男・翔に第1子となる男児が誕生。石川にとって初孫の誕生となった。

## ディスコグラフィ
- シングルは1982年から1990年迄の間に30タイトルが発売されている。
- アルバムは1982年から1989年迄の間にオリジナル盤が13枚、ライブ盤が3枚が発売され、オリコンチャートでは内3枚がベスト10入りした。最高位は「16・祭」の週間売上4位。ベスト盤は1984年から1994年までに計5枚、2004年にCDボックスとゴールデンベストがそれぞれ発売されている。
- TBSの「ザ・ベストテン」には1983年から1985年までの3年間に、計16週にわたり8曲がチャートインした。最高位は「ミステリーウーマン」「愛の呪文」の7位。
- 「もっと接近しましょ」はシーラ・Eの「グラマラス・ライフ」（The Glamorous Life）に酷似していることが指摘された[要出典]。
- 「もっと接近しましょ」はアーケードゲーム『ぺんぎんくんWARS』のBGMとしても採用されている。PC-8801、MSXおよびファミリーコンピュータへの移植の際にもそのまま用いられたが、後年に携帯アプリ化された際には著作権の関係から別の曲へと差し替えられている。2017年に配信された『ぺんぎんくんギラギラWARS』では本曲のクラブジャズアレンジが使用されている。
- 「危ないボディ・ビート」はヴィヴィアン・チョウのデビューアルバム『Vivian Chow』（1988年）に収録された「被動者」で広東語カバーされている。

### シングル
| #  | 発売日          | A/B面 | タイトル                              | 作詞         | 作曲                     | 編曲           | 最高位 | 規格品番              |
| -- | --------------- | ----- | ------------------------------------- | ------------ | ------------------------ | -------------- | ------ | --------------------- |
| 1  | 1982年 4月21日  | A面   | 妖精時代                              | 松本隆       | 小田裕一郎               | 萩田光雄       | 31位   | RHS-65                |
| 1  | 1982年 4月21日  | B面   | 海のスケッチ                          | 松本隆       | 小田裕一郎               | 大谷和夫       | 31位   | RHS-65                |
| 2  | 1982年 7月21日  | A面   | ゆ・れ・て湘南                        | 松本隆       | 小田裕一郎               | 馬飼野康二     | 29位   | RHS-74                |
| 2  | 1982年 7月21日  | B面   | 禁じられた恋の島                      | 松本隆       | 小田裕一郎               | 大谷和夫       | 29位   | RHS-74                |
| 3  | 1982年 10月28日 | A面   | 哀しみのブリザード                    | 麻木かおる   | 小田裕一郎               | 矢野誠         | 29位   | RHS-83                |
| 3  | 1982年 10月28日 | B面   | あなたがNo.1                          | 松本一起     | 小田裕一郎               | 大谷和夫       | 29位   | RHS-83                |
| 4  | 1983年 1月1日   | A面   | 涙のペーパームーン                    | 麻木かおる   | 小田裕一郎               | 大谷和夫       | 15位   | RHS-88                |
| 4  | 1983年 1月1日   | B面   | 恋はパニック                          | 麻木かおる   | 小田裕一郎               | 矢野誠         | 15位   | RHS-88                |
| 5  | 1983年 3月21日  | A面   | Hey! ミスター・ポリスマン             | 松宮恭子     | 松宮恭子                 | 大谷和夫       | 10位   | RHS-93                |
| 5  | 1983年 3月21日  | B面   | さざ波                                | 麻木かおる   | クロエジュン             | 大谷和夫       | 10位   | RHS-93                |
| 6  | 1983年 6月21日  | A面   | 恋はサマー・フィーリング              | 伊藤アキラ   | 森田公一                 | 萩田光雄       | 10位   | RHS-100               |
| 6  | 1983年 6月21日  | B面   | ブルー・ネイビー・ブルー              | 竜真知子     | 小田裕一郎               | 萩田光雄       | 10位   | RHS-100               |
| 7  | 1983年 9月1日   | A面   | バイ・バイ・サマー                    | 竜真知子     | 小田裕一郎               | 入江純         | 10位   | RHS-114               |
| 7  | 1983年 9月1日   | B面   | 踊りましょう                          | 小川亜紀子   | 小田裕一郎               | 鷺巣詩郎       | 10位   | RHS-114               |
| 8  | 1983年 11月22日 | A面   | スターダスト・トレイン                | 竜真知子     | 井上大輔                 | 井上大輔       | 10位   | RHS-130               |
| 8  | 1983年 11月22日 | B面   | フィジカル・ダンシング                | 竜真知子     | 井上大輔                 | 井上大輔       | 10位   | RHS-130               |
| 9  | 1984年 2月8日   | A面   | めざめ                                | クロエジュン | 小田裕一郎               | 入江純         | 8位    | RHS-138               |
| 9  | 1984年 2月8日   | B面   | Stand up Love!                        | 園部和範     | 小田裕一郎               | 入江純         | 8位    | RHS-138               |
| 10 | 1984年 5月3日   | A面   | 夏のフォトグラフ                      | 竜真知子     | 小田裕一郎               | 入江純         | 8位    | RHS-146               |
| 10 | 1984年 5月3日   | B面   | プールサイド・シネマ                  | 竜真知子     | 小田裕一郎               | 松井忠重       | 8位    | RHS-146               |
| 11 | 1984年 7月25日  | A面   | 熱風                                  | 鈴木博文     | 林哲司                   | 大谷和夫       | 6位    | RHS-157               |
| 11 | 1984年 7月25日  | B面   | 感じてPIPI                            | SHOW         | 林哲司                   | 大谷和夫       | 6位    | RHS-157               |
| 12 | 1984年 10月24日 | A面   | ミステリーウーマン                    | 松宮恭子     | 松宮恭子                 | 椎名和夫       | 5位    | RHS-170               |
| 12 | 1984年 10月24日 | B面   | 飛行                                  | 鈴木博文     | 鈴木慶一                 | 白井良明       | 5位    | RHS-170               |
| 13 | 1985年 1月23日  | A面   | もっと接近しましょ                    | SHOW         | 黒住憲五                 | 入江純         | 4位    | RHS-183               |
| 13 | 1985年 1月23日  | B面   | あなたとタイトロープ                  | 竜真知子     | 滝沢洋一                 | 入江純         | 4位    | RHS-183               |
| 14 | 1985年 4月24日  | A面   | あなたとハプニング                    | 安井かずみ   | 加藤和彦                 | 奥慶一         | 8位    | RHS-193               |
| 14 | 1985年 4月24日  | B面   | ボーイハントクラブ                    | SHOW         | 滝沢洋一                 | 入江純         | 8位    | RHS-193               |
| 15 | 1985年 7月17日  | A面   | Sea Loves You〜キッスで殺して         | 売野雅勇     | 小田裕一郎               | 船山基紀       | 10位   | RHS-206               |
| 15 | 1985年 7月17日  | B面   | 八月のジプシー                        | 売野雅勇     | 小田裕一郎               | 船山基紀       | 10位   | RHS-206               |
| 16 | 1985年 9月18日  | A面   | 愛の呪文                              | 松宮恭子     | 松宮恭子                 | 佐藤準         | 7位    | RHS-213               |
| 16 | 1985年 9月18日  | B面   | 振られた気分                          | 安井かずみ   | 加藤和彦                 | 佐藤博         | 7位    | RHS-213               |
| 17 | 1985年 12月18日 | A面   | サイレンの少年 〜遠くで抱きしめて〜   | 売野雅勇     | 芹澤廣明                 | 萩田光雄       | 10位   | RHS-229               |
| 17 | 1985年 12月18日 | B面   | ウインター・リポート                  | 売野雅勇     | 芹澤廣明                 | 萩田光雄       | 10位   | RHS-229               |
| 18 | 1986年 3月12日  | A面   | 春霞恋絵巻                            | 森雪之丞     | 高木祥行                 | 萩田光雄       | 13位   | RHS-236               |
| 18 | 1986年 3月12日  | B面   | 女優                                  | 森雪之丞     | 芹澤廣明                 | 大谷和夫       | 13位   | RHS-236               |
| 19 | 1986年 7月9日   | A面   | SHADOW SUMMER                         | 売野雅勇     | 林哲司                   | 新川博         | 18位   | RHS-246               |
| 19 | 1986年 7月9日   | B面   | RAIN GLASS                            | 売野雅勇     | 林哲司                   | 新川博         | 18位   | RHS-246               |
| 20 | 1986年 8月27日  | A面   | LOVE COMES QUICKLY 〜霧の都の異邦人〜 | 森雪之丞     | S.Hague C.Lowe N.Tennant | T.Eyre         | 35位   | RHS-255               |
| 20 | 1986年 8月27日  | B面   | CLOUDY SUNDAYにさよならを             | 森雪之丞     | 難波弘之                 | 難波弘之       | 35位   | RHS-255               |
| 20 | 1986年 9月17日  | B面   | I LOVE YOU〜瞳の言葉〜                | 森雪之丞     | S.Duffy                  | T.Eyre         | 75位   | RHL-1001 (12インチ盤) |
| 20 | 1986年 9月17日  | B面   | 熱帯性ガール                          | 森雪之丞     | 難波弘之                 | 難波弘之       | 75位   | RHL-1001 (12インチ盤) |
| 21 | 1986年 11月5日  | A面   | 危ないボディ・ビート                  | 安藤芳彦     | 都志見隆                 | 松下誠         | 17位   | RHS-259               |
| 21 | 1986年 11月5日  | B面   | SERIOUS PAGES                         | 松葉良二     | 太田達也                 | 大谷和夫       | 17位   | RHS-259               |
| 22 | 1987年 2月11日  | A面   | 密室のハリケーン                      | 安藤芳彦     | 羽田一郎                 | 中村哲         | 18位   | RHS-269               |
| 22 | 1987年 2月11日  | B面   | 13回目のミステーク                    | 安藤芳彦     | 中崎英也                 | 中村哲         | 18位   | RHS-269               |
| 23 | 1987年 6月17日  | A面   | 素敵な勇気                            | 売野雅勇     | 高橋研                   | 椎名和夫       | 29位   | RHS-293               |
| 23 | 1987年 6月17日  | B面   | 真夏にシリアス                        | 安藤芳彦     | 馬飼野康二               | 馬飼野康二     | 29位   | RHS-293               |
| 24 | 1987年 10月14日 | A面   | デス・トラップ                        | 売野雅勇     | NOBODY                   | 新川博         | 48位   | RHS-306               |
| 24 | 1987年 10月14日 | B面   | 真夜中のジュリエット                  | 兼松正人     | NOBODY                   | 中村哲         | 48位   | RHS-306               |
| 25 | 1988年 4月1日   | A面   | Everynight                            | 三浦徳子     | Michael Korgen           | Michael Korgen | 82位   | B07S-9                |
| 25 | 1988年 4月1日   | B面   | 青い影                                | 三浦徳子     | Michael Korgen           | Michael Korgen | 82位   | B07S-9                |
| 26 | 1988年 10月5日  | A面   | ドレスの下の狂詩曲                    | 高柳恋       | Michael Korgen           | Michael Korgen | 67位   | B07S-29               |
| 26 | 1988年 10月5日  | B面   | Quarter Back                          | 石川秀美     | Michael Korgen           | Michael Korgen | 67位   | B07S-29               |
| 27 | 1989年 1月21日  | A面   | プライヴェート ヌード                 | 高柳恋       | Michael Korgen           | Michael Korgen | 圏外   | B07S-36               |
| 27 | 1989年 1月21日  | B面   | 非売品                                | 高柳恋       | Michael Korgen           | Michael Korgen | 圏外   | B07S-36               |
| 28 | 1989年 4月21日  | A面   | Silence Blue                          | 藤原安寿     | 馬飼野康二               | 中村哲         | 74位   | B07S-45               |
| 28 | 1989年 4月21日  | B面   | 1000 Night                            | 藤原安寿     | 馬飼野康二               | 中村哲         | 74位   | B07S-45               |
| 29 | 1989年 9月21日  | 01    | もっとje-vous-aime                    | 兼松正人     | 中崎英也                 | 矢賀部竜成     | 圏外   | B10D-136              |
| 29 | 1989年 9月21日  | 02    | RISKY TIMING                          | 小林まさみ   | 芹澤廣明                 | 大谷和夫       | 圏外   | B10D-136              |
| 30 | 1990年 5月2日   | 01    | Lucy                                  | 山田ひろし   | 中崎英也                 | 岩崎文紀       | 圏外   | BVDH-1                |
| 30 | 1990年 5月2日   | 02    | 人魚伝説                              | 高柳恋       | 和泉常寛                 | 岩崎文紀       | 圏外   | BVDH-1                |

### アルバム

#### ライブ・アルバム
| 発売日         | タイトル | 規格 | 規格品番 |
| RCA            | RCA | RCA  | RCA      |
| -------------- | --- | ---- | -------- |
| 1982年11月21日 | さ・わ・や・か コンサート A面 1. オープニング 〜妖精時代 2. 恋はいつでも突然 3. ガラスのブローチ 4. 青春グラフィティ 5. Can't Stop The Music B面 1. ゆ・れ・て 湘南 2. 初恋通信 3. ひと夏の出来事 4. ゆうわく = My Friend 5. 哀しみのブリザード 6. 愛する君へ                                                                                        | LP   | RHL-8326 |
| 1983年11月15日 | Spark!!さ・わ・や・か コンサートPart2 A面 1. I Love The Carnival 2. ゆ・れ・て湘南 3. 真夏の出来事 4. 思い出Forever 5. ダンスメドレー - フラッシュ・ダンス - Physical - Xanadu - Remember (Fame) B面 1. Hey! ミスター・ポリスマン 2. 涙のペーパームーン 3. 妖精時代 4. 恋はサマー・フィーリング 5. バイ・バイ・サマー 6. Ya Ya（あの時代を忘れない） | LP   | RHL-8352 |
| 1985年1月21日  | BURN UP HIDEMI A面 1. Rocket Count Down/Blast Off 2. Coming Home 3. バイ・バイ・サマー 4. After 5 Crash 5. Dance 6. The Little Rocker's Medley B面 1. ダンスメドレー - Ghost Busters - Beat It - Footloose - Never 2. ミステリーウーマン 3. 熱風 4. さよならはプロローグ                                                                             | LP   | RHL-8406 |

#### ベスト・アルバム
| 発売日         | タイトル | 規格 | 規格品番      |
| RCA            | RCA | RCA  | RCA           |
| -------------- | --- | ---- | ------------- |
| 1984年3月15日  | ペパーミント～Hidemi Collection '82-'84 A面 1. 妖精時代 2. ゆ・れ・て 湘南 3. 哀しみのブリザード 4. 涙のペーパームーン 5. Hey! ミスター・ポリスマン B面 1. 恋はサマー・フィーリング 2. バイ・バイ・サマー 3. スターダスト・トレイン 4. めざめ 5. 渚のビーナス | LP   | RVL-8060      |
| 1984年3月15日  | ペパーミント～Hidemi Collection '82-'84 A面 1. 妖精時代 2. ゆ・れ・て 湘南 3. 哀しみのブリザード 4. 涙のペーパームーン 5. Hey! ミスター・ポリスマン B面 1. 恋はサマー・フィーリング 2. バイ・バイ・サマー 3. スターダスト・トレイン 4. めざめ 5. 渚のビーナス | CD   | RHCD-501      |
| 1985年8月25日  | マリン・ブルー A面 1. ゆうわく My Friend 2. 初恋通信 3. 夏色の場面 4. トマト色 Dreaming 5. 私はオ・ト・ナ 6. 本気じゃダメ！ B面 1. ストロベリーシェイク 2. 微熱・サマーコールド 3. ハーバーライトにゆれて 4. スターデイト 5. 恋はエゴイスト 6. 少しずつアイ・ラブ・ユー 7. Sea Loves You～キッスで殺して | LP   | RHL-8425      |
| 1986年3月21日  | THE BEST HIDEMI 20 A面 1. Carry On!～走り続けて～ 2. 妖精時代 3. ゆ・れ・て湘南 4. 哀しみのブリザード 5. 涙のペーパー・ムーン B面 1. Hey!ミスター・ポリスマン 2. 恋はサマー・フィーリング 3. バイ・バイ・サマー 4. スターダスト・トレイン 5. めざめ C面 1. 夏のフォトグラフ 2. 熱風 3. ミステリーウーマン 4. もっと接近しましょ 5. あなたとハプニング D面 1. Sea Loves You～キッスで殺して～ 2. 愛の呪文 3. サイレンの少年～遠くで抱きしめて～ 4. 春霞恋絵巻 5. ガラスの靴をありがとう | LP   | RHL-3053-55   |
| 1986年3月21日  | THE BEST HIDEMI 20 A面 1. Carry On!～走り続けて～ 2. 妖精時代 3. ゆ・れ・て湘南 4. 哀しみのブリザード 5. 涙のペーパー・ムーン B面 1. Hey!ミスター・ポリスマン 2. 恋はサマー・フィーリング 3. バイ・バイ・サマー 4. スターダスト・トレイン 5. めざめ C面 1. 夏のフォトグラフ 2. 熱風 3. ミステリーウーマン 4. もっと接近しましょ 5. あなたとハプニング D面 1. Sea Loves You～キッスで殺して～ 2. 愛の呪文 3. サイレンの少年～遠くで抱きしめて～ 4. 春霞恋絵巻 5. ガラスの靴をありがとう | CT   | RHT-10055     |
| 1986年3月21日  | THE BEST HIDEMI 20 A面 1. Carry On!～走り続けて～ 2. 妖精時代 3. ゆ・れ・て湘南 4. 哀しみのブリザード 5. 涙のペーパー・ムーン B面 1. Hey!ミスター・ポリスマン 2. 恋はサマー・フィーリング 3. バイ・バイ・サマー 4. スターダスト・トレイン 5. めざめ C面 1. 夏のフォトグラフ 2. 熱風 3. ミステリーウーマン 4. もっと接近しましょ 5. あなたとハプニング D面 1. Sea Loves You～キッスで殺して～ 2. 愛の呪文 3. サイレンの少年～遠くで抱きしめて～ 4. 春霞恋絵巻 5. ガラスの靴をありがとう | CD   | R25H-1001-02  |
| 1986年12月5日  | BEST PACK 1. 危ないボディ・ビート 2. LOVE COMES QUICKLY 3. SHADOW SUMMER 4. 春霞恋絵巻 5. サイレンの少年 6. 愛の呪文 7. Sea Loves You 8. あなたとハプニング 9. ミステリー・ウーマン 10. スターダスト・トレイン 11. 恋はサマー・フィーリング 12. Hey!ミスター・ポリスマン 13. 涙のペーパームーン 14. ゆ・れ・て湘南 15. 妖精時代 | CD   | R35H-1007     |
| 1987年12月5日  | BEST PACK 1. デス・トラップ 2. 素敵な勇気 3. 密室のハリケーン 4. 危ないボディ・ビート 5. SHADOW SUMMER 6. サイレンの少年～遠くで抱きしめて～ 7. 愛の呪文 8. Sea Loves You～キッスで殺して～ 9. あなたとハプニング 10. ミステリーウーマン 11. スターダスト・トレイン 12. 恋はサマー・フィーリング 13. Hey!ミスター・ポリスマン 14. ゆ・れ・て湘南 15. 妖精時代 | CD   | R35H-1028     |
| 1994年11月23日 | NEW BEST 石川秀美 ※ 1987年R35H-1028と収録曲は同じ | CD   | BVCR-1511     |
| 2004年5月26日  | 石川秀美 Box - Complete Single Collection | CD   | BVCK-37105-08 |
| 2004年12月22日 | 石川秀美 GOLDEN☆BEST | CD   | BVCK-38086    |

### タイアップ曲
| 年     | 楽曲                          | タイアップ                                                 |
| ------ | ----------------------------- | ---------------------------------------------------------- |
| 1985年 | Sea Loves You〜キッスで殺して | 海の日・イメージソング                                     |
| 1985年 | 愛の呪文                      | コーセー・秋のキャンペーンソング                           |
| 1987年 | 素敵な勇気                    | TBS系テレビドラマ「すてきな三角関係 壁際族に花束を」主題歌 |
| 1989年 | Silence Blue                  | サンデンカーエアコン「レザム」イメージソング               |
| 1990年 | Lucy                          | TBS系テレビドラマ「おむこさん」主題歌                      |

## 映像作品
- Spark!!さ・わ・や・かコンサート（1984年1月21日）
- HIDEMI IN NEMU（1984年11月10日）
- BURN UP HIDEMI〜秀美の熱い一日〜（1985年2月21日）
- SOUTHERN CROSS WIND（1985年6月21日）
- GET ON HIDEMI（1985年）
- 偏西風（1986年）
- アース・アーク・芸映フェスティバル 武道館が燃えた!（1987年1月25日） - 当時の芸映プロ所属タレント総出演のチャリティーイベントライブ
- SHINE ON ME（1987年3月25日）
- BEST VIDEO〜Spark of 20th Life（1987年10月21日）
- 以下、イメージビデオ
  - FASCINATE（1988年7月） - 書籍扱い
  - AVIATION（1990年）
  - アイドル黄金伝説 石川秀美（2002年9月27日） - AVIATIONのDVD化再発

## 出演

### NHK紅白歌合戦出場歴
| 年度/放送回               | 回 | 曲目     | 出演順 | 対戦相手 |
| ------------------------- | -- | -------- | ------ | -------- |
| 1985年（昭和60年）/第36回 | 初 | 愛の呪文 | 01/23  | 吉川晃司 |

注意点
- 出演順は「出演順/出場者数」で表す。

### テレビドラマ
- 新・翔んだカップル（1984年1月23日、フジテレビ系月曜ドラマランド）[8] - 山葉圭 役
  - 新・翔んだカップル パートII（1984年7月23日、フジテレビ系月曜ドラマランド）
- 化粧（1985年1月3日、フジテレビ系新春ドラマスペシャル）
- 志村けんのバカ殿様（1986年4月28日、フジテレビ系月曜ドラマランド）
- 若い人（1986年4月17日、フジテレビ系木曜ドラマストリート） - 江波恵子 役
- どうぶつ通り夢ランド 第14話「正月休みは牧場で! W出産、男2人の珍プレー好プレー」（1987年1月4日、テレビ朝日系）
- 女と女・華やかな春（1987年1月3日、フジテレビ系正月ドラマ） - 森下真紀子 役
- すてきな三角関係 壁際族に花束を（1987年6月2日 - 7月7日、全6回、TBS系）
- ベイシティ刑事（1987年10月7日 - 1988年3月23日、全24回、テレビ朝日系） - 河合あゆみ 役
- 時間ですよ 新春スペシャル｢梅の湯はギャグでいっぱい｣（1989年1月2日、TBS系） - 第1話ゲスト
- 東京ホテル物語（1989年6月26日 - 6月29日、全4回、TBS系ドラマ23） - 風子 役
- おむこさん（1990年4月16日 - 6月1日、全30回、TBS系花王愛の劇場）

### 吹き替え
- スーパーガール（1986年、フジテレビ系ゴールデン洋画劇場）[8] - リンダ 役[注 7]
- 平成のシンデレラ 紀子様物語（1990年6月29日、フジテレビ系特番「紀子さま御結婚スペシャル」内で放送されたアニメーション） - 川嶋紀子（文仁親王妃紀子） 役

### ラジオ
- るんるんナイト コサラビワオ!（1983年、TBSラジオ） - パートナー
- 石川秀美 みんとくらぶ（ニッポン放送）[3]
- 秀美と田代のひっかけナイト（文化放送）[3]
- 石川秀美のさわやかジョッキー（東海ラジオ）[3]

### CM
- ニコン「レンズ」（1985年）
- コーセー化粧品「ミクロタッチファンデーション」（1985年）※「軽さが違う、伸びが違う」がキャッチコピー
- ハウス食品「フルーチェ」（1987年）
- 花王ソフィーナ「リキッドファンデーションUV」（1988年）※ 和久井映見と共演。
- サンデン「カーエアコン」（1989年）
- ライオン「スパーク」（1995年）※ 薬丸と共演
- 資生堂「IN&ON」（2010年） [8]
- イオン「幸せの黄色いレシートキャンペーン」（2011年）※ 薬丸と共演
- ほけんの窓口（2012年）※ 薬丸と共演。
- 日清オイリオグループ「日清サラダ油セット」※ 当時は日清製油。薬丸と共演
- メットライフ生命保険 ※ 薬丸と共演

## 書籍

### 写真集
- 石川秀美写真集（1983年2月15日初版、近代映画社）
- ペパーミント・ドリーム（1983年6月23日発行、音楽専科社）
- いい夏HIDEMI（1983年8月1日初版、ワニブックス）
- 石川秀美写真集Part2 トロピカル・ドリーミング（1984年4月20日初版、近代映画社）
- マリンブルーのときめき（1984年6月18日発行、音楽専科社）
- ひみつめいて、18歳。（1984年9月1日初版、講談社）
- トロピカル・ヌーン（1985年5月27日発行、音楽専科社）
- 19歳・ファースト・メモリーズ（1985年8月15日初版、近代映画社）
- このまま熱い日（1986年3月20日発行、近代映画社） - 5周年記念写真集＋グッズの函入り仕様
- 石川秀美写真集 HIDEMI（近映文庫、1986年4月10日初版、近代映画社）
- 『石川秀美写真集 : European heart』近代映画社、1986年8月10日。
- Between（1988年4月5日初版、勁文社）
- aviation（1990年4月8日初版、スコラ）

### エッセイ他
- 愛編む秀美（1982年10月31日初版、集英社）
- ひとりが好き、少女17歳。（1983年11月25日発行、ダイナミックセラーズ） - カセットテープ＋ミニ写真集
- さりげなく、素顔のまま（1986年3月25日初版、近代映画社）

## 結婚後のメディア出演
※結婚引退後のメディア露出はCMと、夫に関するコメント（書面・声）のみ
- 1991年、AGF「AGFギフト」 - 夫婦共演
- 1995年、ライオン 「スパーク」 - 夫婦共演
- 2004年、アリコジャパン - 夫婦共演
- 2010年4月、資生堂「IN&ON」 - 薬丸秀美として出演。荻野目洋子・河合その子・伊藤つかさと共演[23]
- 2011年3月、イオン 「幸せの黄色いレシートキャンペーン」 - 夫婦共演
- 2012年4月、ほけんの窓口 「薬丸ゲスト夫婦篇」 - 夫婦共演[24]